# Koupéla
Koupéla ist eine Stadt und ein dasselbe Gebiet umfassendes Departement in Burkina Faso, Hauptstadt der Provinz Kouritenga in der Region Centre-Est. Die Bevölkerung besteht vorwiegend aus Mossi.

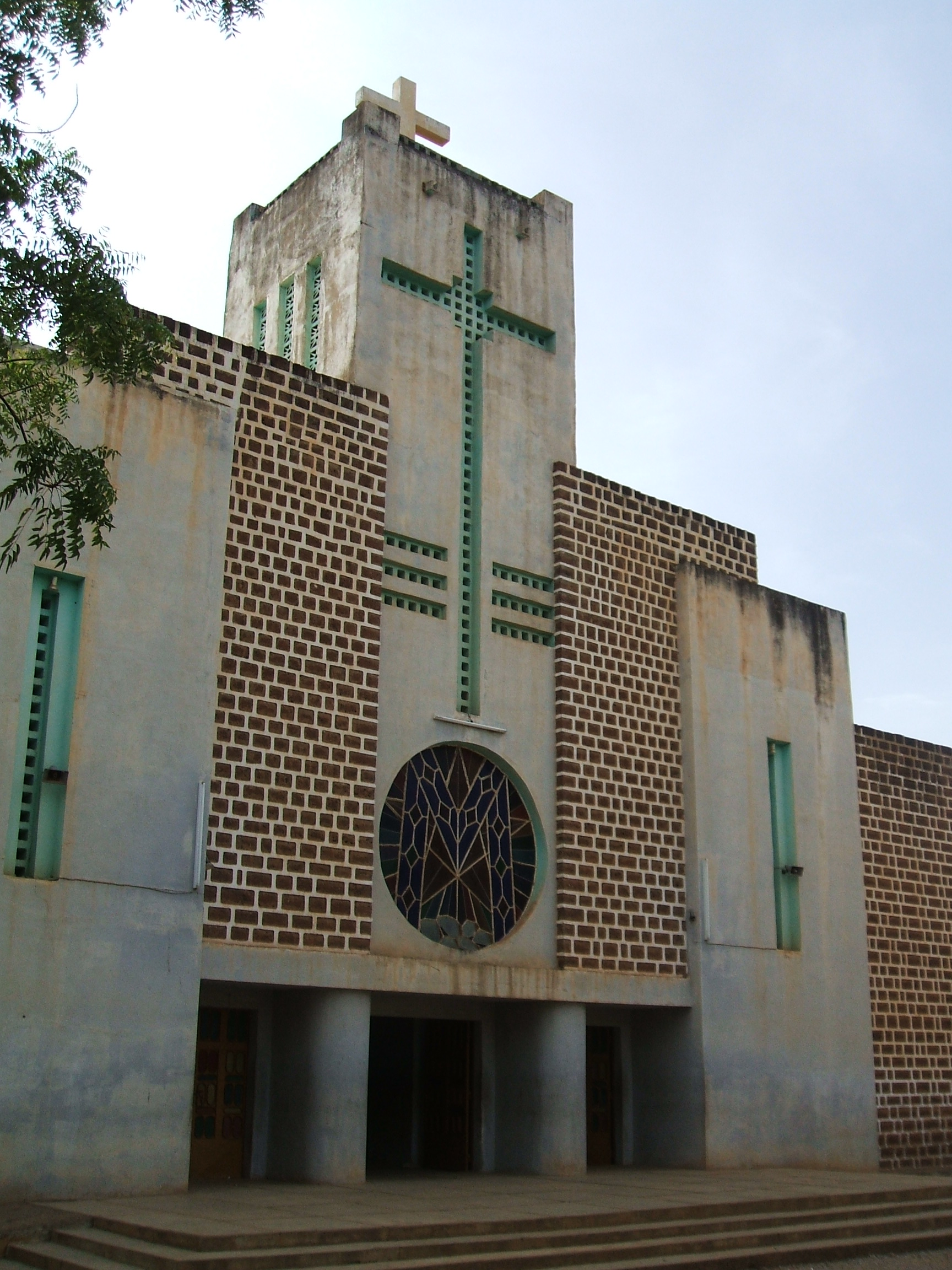
Kathedrale von Koupéla

In Koupéla trifft die Nationalstraße, die Ouagadougou mit Niger verbindet, auf diejenige, die nach Togo führt.
Die Stadt ist Sitz des Erzbistums Koupéla. Der lokale Sportverein AS Koupéla spielte während der Saison 2008/09 als Aufsteiger in der höchsten Fußballliga des Landes.

## Söhne und Töchter der Stadt
- Dieudonné Yougbaré (1917–2011), römisch-katholischer Bischof von Koupéla
- Apollinaire de Tambèla (* 1955), Politiker; seit 2022 Premierminister von Burkina Faso